# Hugó Scheiber

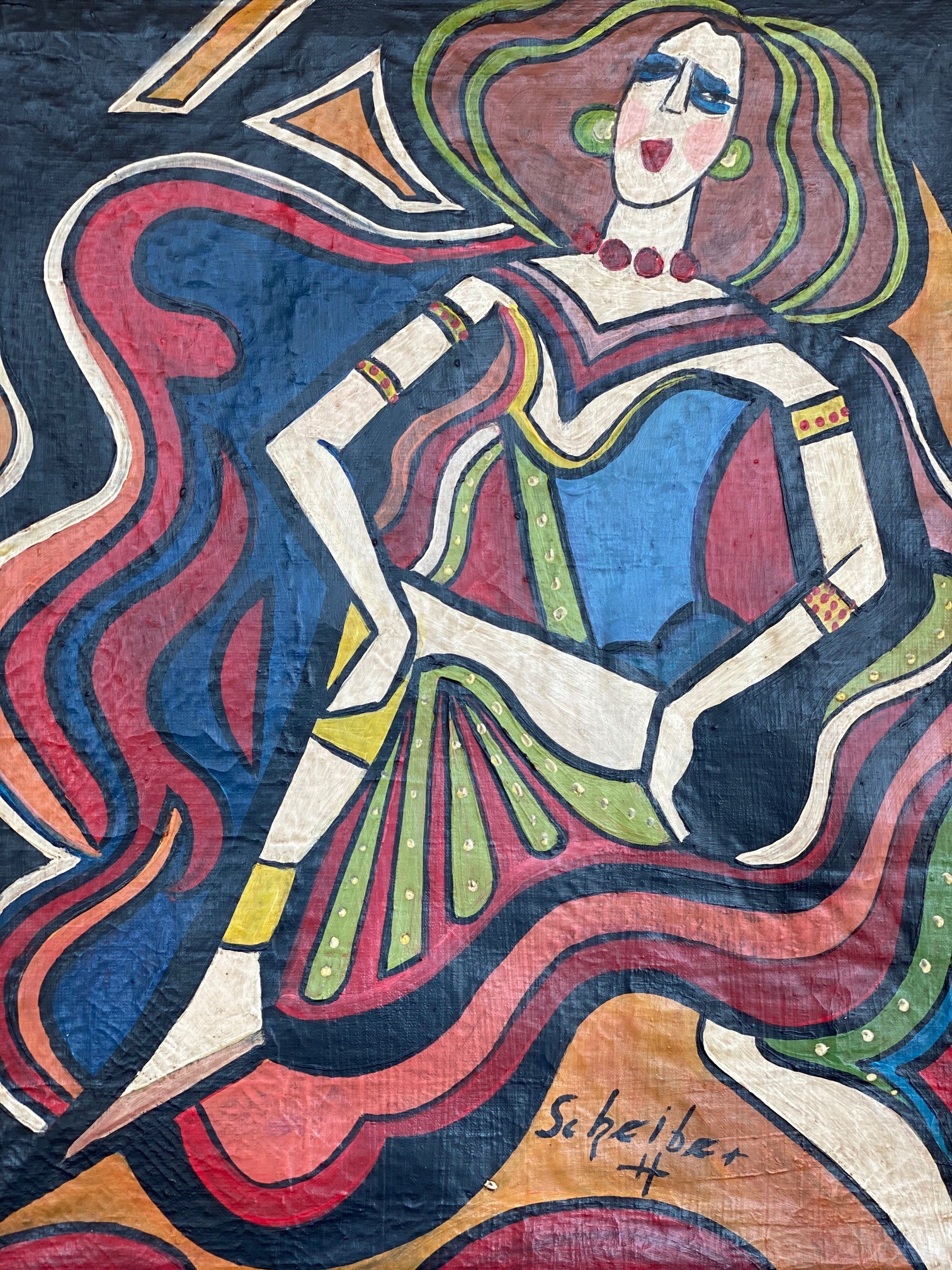
Tänzerin, circa 1930

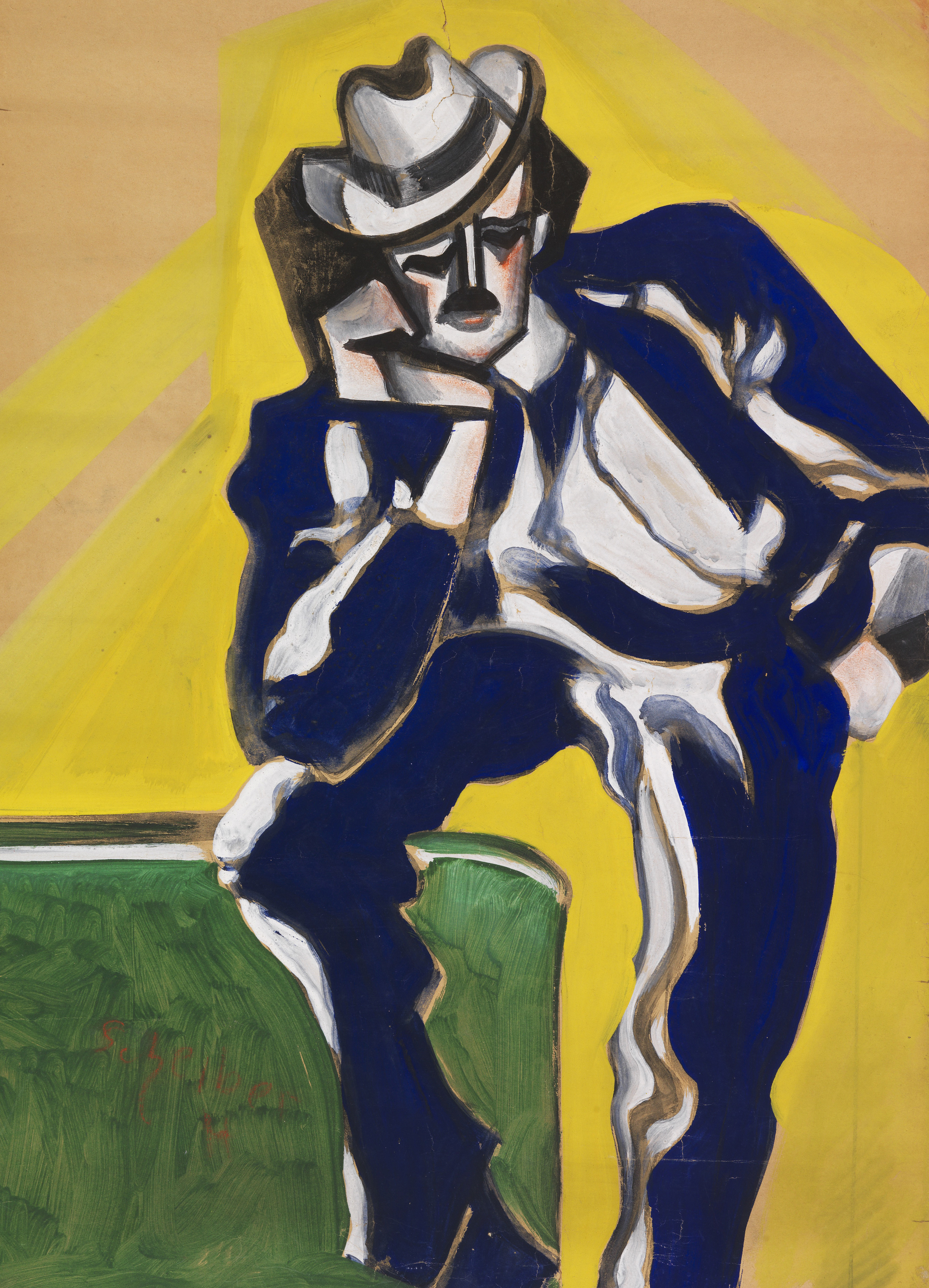
Porträt

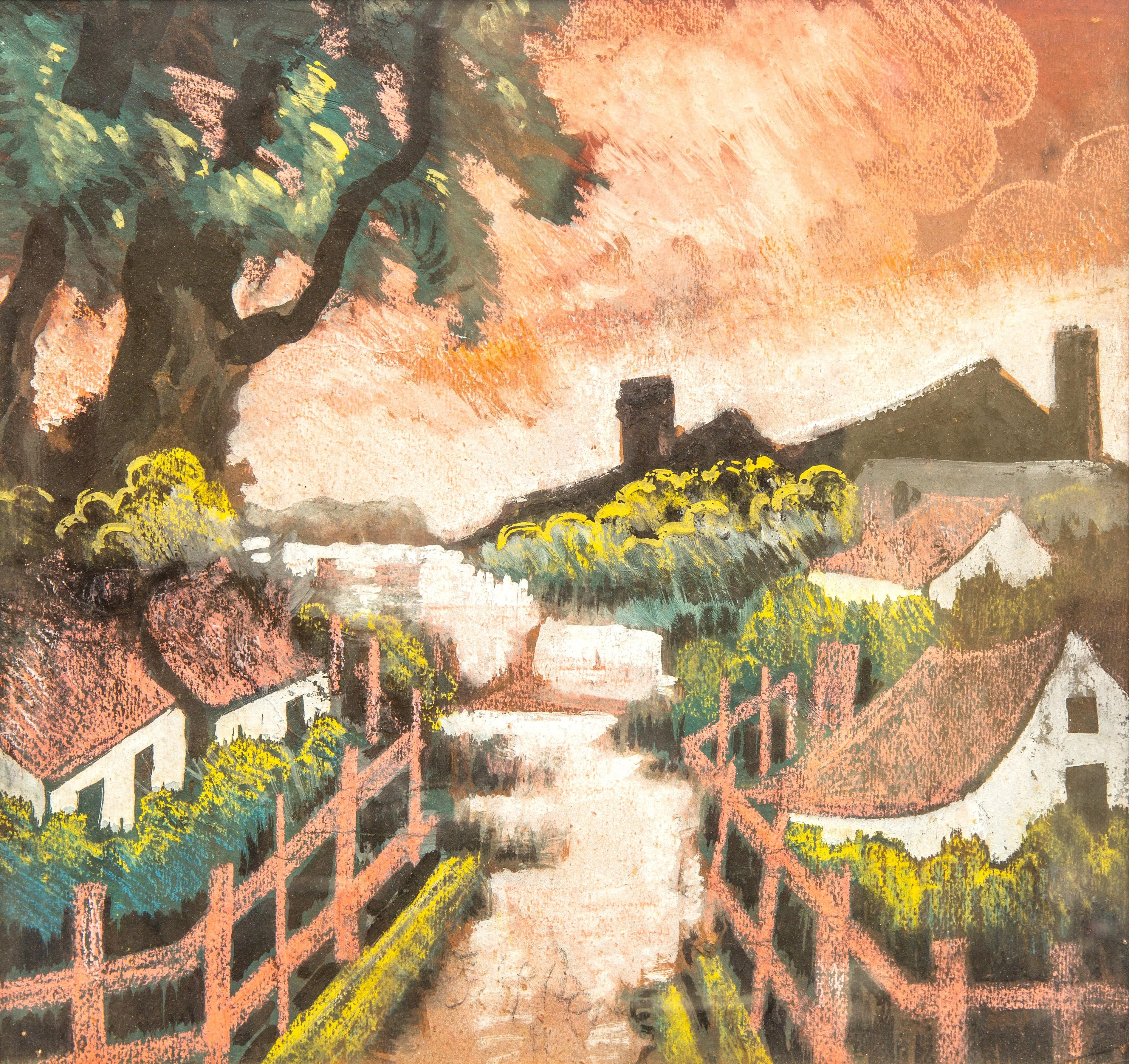
Dorf

Hugó Scheiber (geboren 29. September 1873 in Budapest, Österreich-Ungarn; gestorben 7. März 1950 in Budapest, Ungarn) war ein Maler der Moderne. Scheiber ist vor allem für seine Kompositionen bekannt.

## Leben
Hugó Scheiber verbrachte seine ersten Kindheitsjahre in Budapest, bis die Familie 1881 nach Wien zog, wo sein Vater im Wiener Prater als Kulissenmaler tätig war. Um die schlechte finanzielle Situation der Familie zu verbessern, musste Scheiber, als ältestes von zehn Kindern, bereits im Alter von acht Jahren arbeiten gehen. Zwischen 1887 und 1888 kehrte die Familie nach Budapest zurück. Scheiber brach die Schule ab und arbeitete zunächst als Schlosser und dann, wie bereits sein Vater, als Schildermaler. Nachdem sein Vater erkrankte, brach Scheiber den zuvor begonnenen Zeichenunterricht ab, um vollständig seiner Arbeit nachzugehen. 1894 wurde Scheiber zum Militärdienst eingezogen, welchen er aber vorzeitig nach dem Tod des Vaters beendete. Scheiber musste nun allein den Unterhalt der Familie bestreiten. Von 1898 bis 1900 widmete sich Scheiber seiner künstlerischen Fortbildung und besuchte Kurse an der Kunstgewerbeschule in Budapest. Scheibers künstlerische Vorstellung geriet schnell in Auseinandersetzung mit der zeitgenössischen akademischen Kunst, wonach er die Kurse abbrach. Auf sich gestellt versuchte er sich einen Namen in der ungarischen Kunstszene zu machen, blieb jedoch erfolglos. Die politische Verbundenheit Österreich-Ungarns beeinflusste im 20. Jahrhundert den künstlerischen Austausch beider Länder. So kam Scheiber zwischen 1919 und 1921 mit dem befreundeten Künstler Béla Kádár für eine gemeinsame Ausstellung nach Wien.
Über die ungarische Künstlerschaft in Wien, wozu unter anderem der befreundete Schriftsteller und Maler Lajos Kassák zählt, etablierte sich Scheiber zunehmend im avantgardistischen Künstlerkreis. Erstmals war es Scheiber möglich mit seiner Kunst Geld zu verdienen. Über Kassák wurde Herwarth Walden, der zu den einflussreichsten, international agierenden Organisatoren der avantgardistischen Ausstellungen zählte, auf Scheiber aufmerksam. Walden war von seiner Kunst begeistert und rechnete mit einem großen Erfolg Scheibers. Ab 1924 veröffentlichte Walden regelmäßig Arbeiten Scheibers in der Zeitschrift Der Sturm und listete ihn als Künstler in der Sturm-Galerie. Er hatte von 1924 bis 1930 neun Ausstellungen, u. a. mit Kádár, Adolf Küthe (1898–1930), László Moholy-Nagy, Oskar Nerlinger, Boriska Polgar, Kurt Schwitters und Arnold Topp. Durch Waldens Förderung gewann Scheiber im Ausland an Popularität. Seine Bilder wurden unter anderem 1926 auf der „International Exhibition of Modern Art“ der „Société Anonyme“ im Brooklyn Museum in New York gezeigt. Die Öffentlichkeit hatte ein ungewöhnlich hohes Interesse an der Ausstellung, sodass die Ausstellung verlängert wurde. Zu den ungarischen Vertretern gehörten neben Scheiber auch seine Sturm-Kollegen László Moholy-Nagy, Béla Kádár und Peri. Andere namhafte Künstler waren unter anderem Wassily Kandinsky, Franz Marc, Pablo Picasso, Johannes Itten, Marcel und Suzanne Duchamp.
1930 folgte eine Ausstellung beim Wiener Hagenbund sowie 1933 die Ausstellung Mostra Nazionale d’Arte in Rom. Die Teilnahme an der Ausstellung in Rom ergab sich durch die persönliche Einladung Marinettis, welcher über Walden im April 1933 in Kontakt mit Scheiber trat. Scheibers Ausstellungsstücke trafen nicht rechtzeitig zur Eröffnung in Rom ein. Nachdem die Werke jedoch eingetroffen waren und Scheiber diese Marinetti zur Begutachtung vorgelegt hatte, arrangierte dieser die Räumung zweier Ausstellungsräume, sowie eine separate Eröffnungsfeier für Scheibers Kunst am 8. November 1933. Scheibers Einzelausstellung verdiene alle Aufmerksamkeit, so Marinetti in seiner Eröffnungsrede. Sie sei die „Manifestation einer hohen und vollständigen künstlerischen Persönlichkeit“. Auch die Öffentlichkeit lobte Scheibers Ausstellung, die aufgrund des großen Publikumsandrangs bis auf den 15. Dezember 1933 verlängert wurde. 1937 wurde in der Nazi-Aktion „Entartete Kunst“ nachweislich seine Zeichnung Bildnis Dr. Luther aus dem Museum Folkwang Essen beschlagnahmt und vernichtet.
Trotz seiner internationalen Bekanntheit hatte Scheiber mit existenziellen Problemen zu kämpfen. Die Einnahmen aus dem Verkauf seiner Werke verlor Scheiber unter anderem durch die Inflation in den 1920er Jahren und eine fehlgeschlagene Börsenspekulation. Nach dem Zweiten Weltkrieg verschlechterte sich Scheibers finanzielle Situation abermals. Ausbleibende Ausstellungen und der fehlende Kontakt zu seinen Förderern führen dazu, dass sich Scheiber verarmt von der Kunst abwandte. Sein Antrag auf Aufnahme in die neue „Vereinigung bildender Künstler“ scheiterte 1949 mit der Begründung „nicht würdig“.
Scheiber kehrte 1939 nach Budapest zurück, wo er in einer Wohnung in der Kertész-Straße 22 lebte. Er starb am 7. März 1950 und wurde auf dem Israelitischen Friedhof in der Kozma-Straße begraben. Er war Mitglied des Wiener Hagenbundes und der ungarischen Künstlervereinigung KUT (Neue Gesellschaft bildender Künstler) und UME (Verein neuer Künstler). In Budapest waren seine Arbeiten immer wieder in Ausstellungen des Ernst Museums und der Galerie Tamás zu sehen. 1937 wurde Scheibers Zeichnung „Bildnis Dr. Luther“ bei der Nazi-Aktion „Entartete Kunst“ aus dem Museum Folkwang Essen beschlagnahmt und zerstört.

## Werk
Scheiber lässt sich dem Expressionismus zuordnen. Früh wandte er sich vom Impressionismus ab und schloss sich künstlerisch der expressionistischen Gegenbewegung an. Seine Werke griffen, wie für den Expressionismus typisch, das Sujet der Großstadt und des Tag- und Nachtlebens auf. Wiederkehrendes Motiv war der (anonyme) Mensch, den Scheiber häufig im Porträt abbildete. Die Porträtdarstellungen unterschieden sich dabei insofern, dass er einerseits auf grobe Formen und kontrastreiche und kräftige Farben zurückgriff, andererseits aber einen einfarbigen skizzenartigen Stil bediente. Ab den 1920er Jahren zeigten sich Scheibers Arbeiten zunehmend futuristisch beeinflusst. Typische Gestaltungsmerkmale waren gesteigerte Farbvolumina und Komplementärkontraste in einer offenen Komposition mit Verzicht auf die Perspektive.

## Zeitgenossen
Die Meinungen über Scheiber und seine Kunst waren unter Zeitgenossen gespalten. Vor allem in seiner Heimat Ungarn blieb Scheiber mit seiner Kunst zeitlebens erfolglos. In internationalen Künstlerkreisen hingegen war Scheiber angesehen.
Herwarth Walden veröffentlichte im Sturm 1924 einen Artikel, in dem es heißt: „Hugo Scheiber ist ein Mann von fünfzig Jahren. Ein Kunstversessener: nicht einen Schrank nennt er sein eigen. Ein Unbeschränkter: von erfolgmachender Naturverölung wendet er sich zur erkannten Kunst. Diese Ausstellung ist das neue Bekenntnis und die Verheißung. Großes ist von Hugo Scheiber zu erwarten“.
Im Ausstellungskatalog der internationalen Ausstellung für Moderne Kunst der „Société Anonyme“ heißt es ferner: „Scheiber is a member of „Der Sturm“ and is bound up heart and soul with the fight that Herwarth Walden ist continuing for freedom in art“.
[As] pretty much self-taught, almost illiterate […] a kind of primitive genius, a force of nature […], a virtuoso who is all instinct” – der französische Komponist Paul Arma beschrieb Scheiber mit diesen Worten in seinen Memoiren.
Scheibers künstlerische Fähigkeiten wurden auch von Marinetti gelobt, der ihn zu einem „caposcuola“ erklärte. Trotz seines Ansehens blieb Scheiber zeitlebens ein armer Mann. Seine Armut war zeitgenössisch bekannt.

## Wahrnehmung in der Öffentlichkeit
Scheiber gilt als der einzige ungarische Futurist. „[H]ier muß man jedoch einschränken: Scheiber kombiniert nicht „Farbanalysen“ […] und „Formanalysen“ […], wie es das futuristische Manifest von 1919 fordert. Vielmehr verbindet er die Formanalyse in starkem Maße mit expressionistischen Tendenzen […], um aber – ebenfalls wie die Futuristen – Dynamik, „Gefühlsvibrationen“ ausdrücken zu können“.
Scheibers Arbeiten sind in zahlreichen Ausstellungen zur ungarischen Avantgarde und namhaften Sammlungen vertreten, unter anderem in der Ungarischen Nationalgalerie und dem Janus Pannonius Múzeum in Pécs. Ein Selbstporträt (Tafelbild, Öl, 1910) befindet sich im Bestand der Berlinischen Galerie.
Scheibers Werke sind ein Teil der Ausstellung „Magyar Modern-Ungarische Kunst in Berlin 1910-1933“ der Berlinischen Galerie.

## Würdigungen
Zum Gedenken an Scheiber wurde an seinem ehemaligen Wohnhaus in der Kertész-Straße 22, im VII. Bezirk eine Gedenktafel angebracht.